# The Dictionary of Obscure Sorrows
The Dictionary of Obscure Sorrows är en bok av författaren och röstskådespelaren John Koenig. Boken är en slags ordbok för känslor, tillstånd och upplevelser som människor genomgått men aldrig kunnat förklara vad man har känt och upplevt. Boken publicerades 2013 och Koenig har även en Youtube-kanal där han gör videor om det ord han myntade. 

## Lista på några ord som finns i boken
Sonder: Insikten av att gå förbi människor på stan och inser att var och en bär på ett komplext liv som sitt eget.
Chrysalism: Känslan av sinnesro när man är inomhus när det åskar och regnar ute.  
Vemödalen: En känsla av frustration när man vill skapa något nytt men miljontals människor har redan gjort det många gånger förut.  
Suerza: En blandning av vördnad och tacksamhet över att man finns.  
Craxis: Oron över att hur man än planerar sina mål och drömmar så kan det gå i kras när som helst. 
The Mcfly Effect: Döpt efter Marty McFly från filmserien Tillbaka till framtiden. Den beskrivs som en upplevelse när man möter vänner till ens föräldrar från deras yngre år, som om man har rest tillbaka i tiden och upplevt det innan den personen kom in i bilden. 
Ledsom: En känsla av ensamhet när man är på stan, och man är omgiven av anonyma människor.  
Nighthawk: När man får besvärande tankar sent på natten, som man undvek under dagen. 
Fools Guilt: Känslan av skam över att man tror att man har gjort något fel.  
Wellium: Känslan av att vilja dra en ursäkt när något inte blir som man har tänkt sig.  
Vicarous: Nyfikenheten över hur det skulle vara om någon fick gå i den personens skor, och få uppleva det motgångar och brister som den individen får genomlida. 
Leidenfreude: En paradoxal känsla av lättnad efter att man själv har genomgått något svårt eller hemsk, eftersom detta samtidigt minskar trycket från egna höga förväntningar. 
Aftersome: När man är förbryllad över det missöden och konstiga upplevelser som lett till var man är idag. Ordet kommer från den svenska ordet "eftersom". 
Catoptric Tristess: Känslan av vemod när man aldrig får veta vad andra tycker om en. 
Knellish: Ångest inför tanken att sömn och död liknar varandra, vilket gör det svårt att somna.  
Waldosia: Ett sinnestillstånd, döpt efter Var är Waldo?, som uppstår när man börjar leta efter en specifik person i sin omgivning, även om det inte är där.  
Amentalio: Sorgen när man inser att minnet av en specifik person börjar långsamt att försvinna.   
Vulture shock: En känsla av att, oavsett hur länge man besöker ett annat land, känner man sig främmande inför dess kultur. Ordet är hämtad ifrån begreppet kulturkrock och metaforen med gamar - fåglar som svävar över ett främmande landskap och betraktar allt på avstånd.    
Sayfish: En benämning på en känsla som plötsligt försvinner i samma ögonblick som man försöker uttrycka den i ord.     
Dolorblindness: En känsla av frustration och hjälplöshet när man kämpar med att försöka förstå andras lidande och motgångar men misslyckas.   
Ecstatic shock: En känsla av extas när man ser någon som man tycker om.    